# Kódváltás
A nyelvészetben a kódváltás az egynél több nyelvnek vagy nyelvváltozatnak (összefoglalva: kódnak) a használata egyetlen megnyilatkozáson, beszédeseményen belül. A kontaktusnyelvészetben nincs egyértelmű egyetértés abban, hogy mi számít kódváltásnak és kódváltogatásnak, továbbá egyszavas váltásnak, vagy inkább kölcsönszó használatának. 
Kód alatt jelen esetben egy olyan rendszer értendő, amelyet két vagy több fél közötti kommunikációra használnak. 
Létezik mondaton belüli (intraszentenciális) és mondatközti (interszentenciális) kódváltás is. A beszélő tudatosan vagy tudat alatt egy másik kód szavait és nyelvtani rendszerét kezdi el használni, általában valamilyen konverzációs cél vagy motiváció okán. Megkülönböztetünk beszélőre és szituációra irányuló kódváltást.
A kódváltás egy funkcionális-diskurzív eszköz, amelyet a beszélők arra használhatnak, hogy különféle interakcionálisan motivált üzeneteket hozzanak létre.
Auer szerint megkülönböztetünk transzfert és kódváltást: a transzfer során a más nyelvi elem beemelésének helye meghatározott, és meg van adva egy strukturálisan kijelölt pont, ahol a beszélő visszatér az előző kódhoz, kódváltás esetén azonban nincs kivehető visszatérési pont.

## A kódváltás fajtái
A kódváltásnak két fajtája van: 
- bázistartó kódváltás esetében a beszélgetés szerkezetét meghatározó ún. bázisnyelv nem változik a beszélgetés során, a vendégnyelvből csupán vendégnyelvi betétek kerülnek át a beszélgetésbe, ezzel szemben a
- bázisváltó kódváltás esetében a bázisnyelv a társalgás során megváltozik (egyszer, vagy akár többször is).

.
A kódváltásnak bizonyos kutatások és megközelítések szerint ennél több fajtájáról is beszélhetünk.

Navracsics (2000) kutatásai szerint a kódváltás jelensége több szinten fordul elő: eszerint beszélhetünk fonetikai/fonológiai, morfológiai, lexikai és szintaktikai szintekről.

Poplack (1988) szerint a nyelvi kódváltás tudatossága függvényében lehet jelöletlen vagy jelzett kódváltás, míg megnyilatkozási színtere alapján mondaton belüli, mondatok közötti és mondaton kívüli kódváltás.

Wardhaugh (2002) a beszédkontextus sajátosságaira alapozva a „helyzetnek megfelelő” valamint a „metaforikus” kódváltás kategóriáit különíti el. A helyzethez való alkalmazkodás olyan kódváltásokra vonatkozik, amelyekben a beszélő csakis a kontextus és nem a beszédszándék vagy a téma szerint választja ki a nyelvi kódot. A metaforikus kódváltásnak érzelmi háttere van, mert a nyelv kiválasztása és a váltás egyéni színezetet ad a beszélő szándékának.

## A kódváltás típusai
A megnyilatkozásban elfoglalt helye szerint három típust szoktak megkülönböztetni a kódváltások esetén:
- Mondaton kívüli kódváltás: minimális szintaktikai kötöttségekkel jár, így egynyelvű megnyilatkozásokba számos ponton beépíthető anélkül, hogy szintaktikai szabályokat sértene meg.
- Mondatok közötti kódváltás: ez a váltás tagmondathatáron vagy mondathatáron jelenik meg, néha beszélőváltáskor, ez már nagyobb nyelvi magabiztosságot követel meg második nyelven a beszélőktől.
- Mondaton belüli: ez a legproblémásabb típus, itt fordul elő az, hogy a beszélő az egyik vagy a másik nyelv szabályai ellen „vét”. Ennél a típusnál a beszélők mindkét nyelvet magasabb szinten ismerik. Ebben az esetben nehéz eldönteni, hogy a mondaton belül megjelenő másik nyelv lexikai elemei kölcsönzésnek vagy kódváltásnak felelnek-e meg.

## A kódváltás okai
A kódváltás okaira több nyelvésznél többféle modellt találunk. 
Peter Auer Németországban élő dél-olasz kisebbségi családokat vizsgált, és a nyelvi váltakozásra/váltogatásra (language alternation) a következő okokat sorolta fel: 
- változás a beszélők elrendeződésében (change in participant constellation)
- az interakció módjának megváltozása (hivatalos és hétköznapi társalgás)
- témaváltás
- szekvenciális kontraszt (pl. megjegyzés a mondandóhoz, vagy a mondandó javítása)
- informatív vagy értékelő beszédmód közti váltás, például egy történet elmesélése után
- nyelvi kompetencia hiánya
- másik nyelvre irányuló preferencia[5]

Auer egy későbbi tanulmányában a következő konverzációs célokat sorolja fel:
- idézés (reported speech)
- változás a beszélők elrendeződésében (change in participant constellation)
- "zárójeles" megjegyzés, kommentár (parentheses or side-comments)
- ismétlés (reiteration)
- a tevékenység típusának megváltozása (change of activity type)
- témaváltás (topic shift)
- szójáték, nyelvi játék, szóvicc, "hangnem" megváltozása (puns, language play, shift of 'key')
- tematizálás, vagy a beszédtéma/kommentár közti határ meghúzása (topicalisation, topic/comment structure).[6]

Myers-Scotton az Afrikában végzett kódváltáskutatásában a kódváltás okainak főként státusorientált és tekintéllyel kapcsolatos jelleget tulajdonít. A következő indokokat sorolja fel: 
- a közös etnikai identitás megalapozása
- tekintély és műveltségi szint kódolása az üzenetben
- a szociális távolság növelése/csökkentése
- mások emlékeztetése, hogy sokoldalú személyiség
- hangsúly
- tiszteletadás vagy behódolás a másik nyelvére áttéréssel
- az egyik nyelv nemismerete
- egy személy kizárása a társalgásból[7]

Lanstyák István a kódváltás funkcióit két csoportra osztja. Felsorolja a kódváltás okait: a kommunikációs helyzet megváltozása, lapszus, kötés („trigger”, általában valamely analóg szó miatt okozva), felidézés. A kódváltás céljaiként a következőket sorolja fel: a kommunikáció hatékonyabbá tétele, a mondanivaló nyomatékosítása, humor, etnikumhoz, csoporthoz való tartozáskifejezése, a beszéd partner nyelvválasztására való hatás, játék a nyelvvel, visszautalás, üzenet minősítése vagy érvényesítése (például az üzenet fontosságának hangsúlyozása a magasabb presztízsű nyelv használata által), stílushatás, saját arculat ápolása, bevésetés, hallgatóság kijelölése/egynyelvű beszélő kizárása a diskurzusból.
A gumperzi kódváltás modell szerint a következő okokat és célokat sorolhatjuk fel:
- Idézés
- Hallgatóság kijelölése
- Közbevetés vagy töltelékszó
- Ismétlés: egy már elhangzott kódot ismétel el a beszélő egy más nyelven, az egyértelműség vagy a nyomaték érdekében
- Az üzenet érvényesítése, értékelése: az egyik nyelven elhangzó fő üzenetet a másik nyelven kommentálja, értékítéletet fejez ki, vagy nyomatékot ad neki
- Személyesebbé tevés vagy távolítás: egy beszélő az üzenetét személyesebbé vagy személytelenné tudja tenni azzal, hogy egyik vagy másik nyelvet választja. Egy általánosan ismert tényt, ami esetleg számára nem elfogadható, kifejezhet az adott közösség hivatalos nyelvén, amely adott esetben lehet a közösség tagjainak második nyelve[9]

## Kódváltás és más nyelvi jelenségek
A kódváltás jelensége nem azonosítható a nyelvkeveréssel, ugyanis a nyelvkeverés nagy mértékben függ a nyelvi tudás minőségétől és annak hiányosságaitól. Ez a jelenség azt takarja, hogy a beszélő egy nyelv elemeit már elsajátította az egyik nyelven, de a másikon még nem, akkor a rendelkezésére álló változatot fogja használni. 
Többnyelvűség esetén a kódváltás a nyelvi kapcsolatok tükrözője lehet, az alapnyelv többször is változhat a téma, a szituáció, vagy a beszédben résztvevők kommunikációs céljainak megfelelően.
A kódváltogatás, vagy váltott kódhasználat (code alternation) nem összekeverendő a kódváltással: a váltott kódhasználat a diglossziával hozható összefüggéstbe, amikor egy beszélő adott kódot adott szituációhoz, térhez köt, tehát egyik szituációban az egyik kódot használja, másikban a másikat.